# Ain't Misbehavin'
Ain't Misbehavin' é um filme musical de 1955 lançado pela Universal International e estralado por Rory Calhoun, Piper Laurie, Jack Carson e Mamie Van Doren.

## Elenco
- Rory Calhoun como Kenneth Post
- Piper Laurie como Sarah Bernhardt Hatfield
- Jack Carson como Hal North
- Mamie Van Doren como Jackie
- Reginald Gardiner como Anatole Piermont Rogers
- Barbara Britten como Pat Beaton